# Musée Marmottan Monet
Musée Marmottan Monet (Marmottanovo Monetovo muzeum) je galerie umění v Paříži. Nachází se v 16. obvodu v ulici Rue Louis-Boilly. Muzeum umění se zaměřuje na iluminace, renesanci, impresionismus a empír.

## Historie
Muzeum vzniklo v roce 1934 z daru, který v roce 1932 historik umění Paul Marmottan věnoval Akademii krásných umění. Jednalo se o městský palác a sbírku umění od renesance až po období empíru.
V roce 1882 Jules Marmottan zakoupil od rodiny vévodů z Valmy lovecký zámeček u Boulogneského lesíku, který jeho syn Paul Marmottan přestavěl na městský palác. V paláci umístil sbírku umění, kterou jeho otec obohatil o umění středověku a renesance a on sám o umění Prvního císařství.

## Sbírky
Muzeum vystavuje především umění doby Napoleona a také díla impresionistů, mezi nimi i největší sbírku děl Clauda Moneta na světě.
Sbírky zahrnují renesanční umění italské, německé a vlámské, mj. sochy, tapiserie a vitráže. Největší část sbírky je ale zasvěcena období Prvního císařství, tj. empíru s bohatou kolekcí nábytku, uměleckých předmětů, maleb apod. Zastoupeni jsou umělci té doby jako François-Xavier Fabre, Louis Léopold Boilly, François Gérard, Louis Gauffier nebo Carle Vernet.

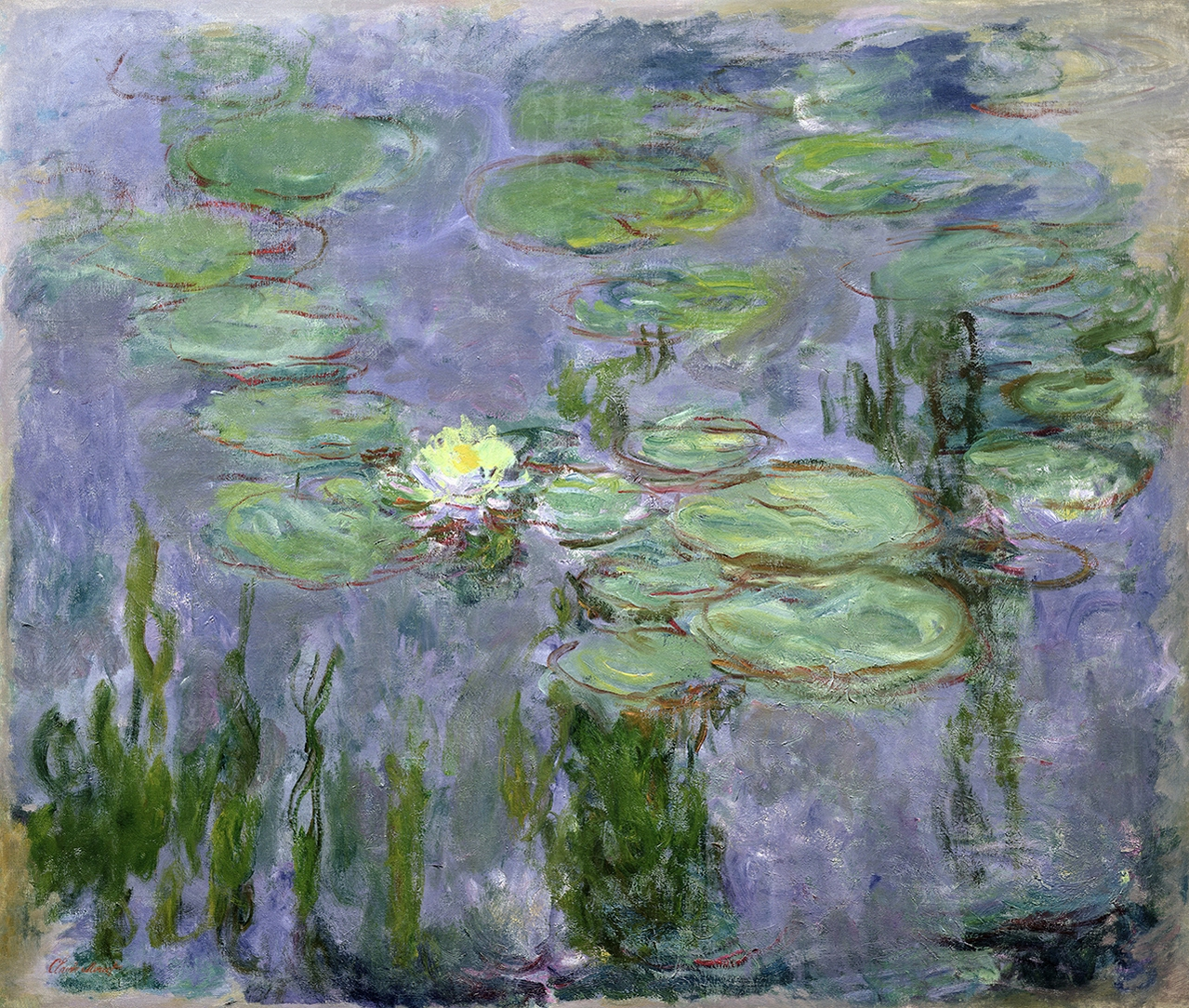
Monetovy Lekníny

Sál Georgese Wildensteina představuje sbírku knižních anglických, francouzských, italských a vlámských iluminací od 13. do 16. století, mj. též Jeana Fouqueta.
Muzeum vlastní nejrozsáhlejší sbírku obrazů Clauda Moneta na světě. Je zde zastoupena celá malířova kariéra jeho maleb a kreseb včetně obrazu Impression, soleil levant (1872), který dal označení celému uměleckému směru, Sur la plage à Trouville (1870), Portrait de Poly (1886), Pont japonais a Barque à Giverny (1887), Londres, Le Parlement a Reflets sur la Tamise (1905), Cathédrale de Rouen, effet de soleil, fin de journée a kolekce Leknínů (1916–1919).
Muzeum vlastní též další umělce okruhu impresionismu a postimpresionismu: Eugène Boudin, Johan Barthold Jongkind, Camille Corot, Gustave Caillebotte, Edgar Degas, Édouard Manet, Camille Pissarro, Armand Guillaumin, Auguste Renoir, Auguste Rodin, Alfred Sisley, Paul Gauguin, Paul Signac, Albert Lebourg, Henri Lebasque aj.
Muzeum vlastní též 81 děl impresionistky Berthe Morisotové jako jsou malby, akvarely, pastely a výkresy včetně sedmi skicářů.